# Christian Rouyer
Christian Rouyer, né le 30 janvier 1950 à Saint-Mandé, est un ancien diplomate français et préfet. Il a été maire de la commune de Lachalade, dans le département de la Meuse, de 2015 à 2023.

## Biographie

### Famille
Christian André Alain Rouyer, fils du général André Rouyer (1905-1975), est né le 30 janvier 1950 à Saint-Mandé.

### Formation
Christian Rouyer est titulaire d'un DESS de droit public et droit international public, et est un ancien élève de l'École nationale d'administration (promotion Henri-François d'Aguesseau, 1982).

### Carrière professionnelle
Premier Secrétaire à l'ambassade de France au Caire (1982-1985), il sert en mission pendant quatre mois comme Secrétaire général adjoint de la Nouvelle-Calédonie. Il est Directeur des Services administratifs et financiers et Conseiller économique et financier auprès du Gouvernement militaire français de Berlin (1985-1988) puis délégué dans les fonctions de Sous-directeur à la Direction des Nations unies et des Organisations internationales (1988-1990). Il est nommé Conseiller technique au Cabinet du Ministre de l'Intérieur (1991-1992) puis Sous-directeur d'Europe orientale, centrale et balte et Directeur-adjoint d'Europe continentale (1992-1996).
Après avoir été consul général à Munich (de 1996 à 2000) et à Barcelone (de 2000 à 2003), puis délégué à l'action humanitaire (de 2003 à 2005), Christian Rouyer a été détaché auprès du ministère de l'Intérieur pour exercer successivement les fonctions de préfet du Jura (de 2005 à 2008) où il a succédé à Aïssa Dermouche, et de préfet de l'Aube (de 2008 à 2010), en remplacement de Nacer Meddah.
Christian Rouyer a été ambassadeur de France au Mali de mars 2011 à avril 2013, date à laquelle il est rappelé à Paris par Laurent Fabius, ministre des Affaires étrangères de la France, alors qu'il était en poste pendant la Guerre du Mali.

### Autres responsabilités
Deuxième adjoint au maire de Lachalade, il est élu maire de cette commune le 12 mai 2015 et occupe cette fonction jusqu'en février 2023.

## Responsables et distinctions
Colonel de réserve, il est chevalier de la Légion d'honneur et officier de l'Ordre national du Mérite.